# Auxolophotis
Auxolophotis là một chi bướm đêm thuộc họ Crambidae.